# Bernhard Schrammek
Bernhard Schrammek (* 1972 in Leipzig) ist ein deutscher Musikwissenschaftler.

## Leben
Bernhard Schrammek, ein Sohn des Musikwissenschaftlers und Organisten Winfried Schrammek, studierte von 1991 bis 1997 Musikwissenschaft und Geschichte an der Humboldt-Universität zu Berlin. Von 1995 bis 1996 war er zu Forschungszwecken in Rom. Seine Magisterarbeit trug den Titel Die Kapelle im Schatten. Sozialstruktur und kirchenmusikalische Praxis der Cappella Giulia in den Jahren 1625 bis 1650. 2000 wurde er bei Christian Kaden mit der Dissertation Biographie, soziales Umfeld und Werk des römischen Kapellmeisters Virgilio Mazzocchi (1597–1646) mit dem Prädikat „summa cum laude“ zum Dr. phil. promoviert. In der Zeit von 1994 bis 2000 war er Stipendiat des Cusanuswerkes und von 1998 bis 1999 des Deutschen Historischen Instituts Rom.
Seit 2001 lebt er als freiberuflicher Musikwissenschaftler in Berlin und arbeitet als Lehrbeauftragter an den Universitäten Rostock, Leipzig und Dresden. Bisher schrieb er über 800 Einführungstexte zu Konzerten u. a. des Bachfestes Leipzig, der Akademie für Alte Musik Berlin, der Schwetzinger Festspiele und der Alten Oper Frankfurt. Außerdem ist er als Herausgeber für den ortus musikverlag und als Konzertmoderator für Deutschlandradio Kultur, SWR2 und RBB tätig.

Seit 2020 produziert er gemeinsam mit Michael Maul für MDR Kultur die Podcast-Reihe Die Bach-Kantate mit Maul & Schrammek.

## Auszeichnungen
- Premio Latina Internazionale di Studi Musicali, 2000 (für seine Dissertationsschrift)

## Schriften (Auswahl)
- Zwischen Kirche und Karneval. Biographie, soziales Umfeld und Werk des römischen Kapellmeisters Virgilio Mazzocchi (1597–1646). Bärenreiter, Kassel [u. a.] 2001, ISBN 3-7618-1358-9. (= zugleich Dissertation, Universität Berlin, 2000)
- Die Musikwelt der Klassik. Bärenreiter, Kassel [u. a.] 2011, ISBN 978-3-7618-1784-1.